# Wojciech Szymczyk
Wojciech Szymczyk (ur. 4 lutego 1968 roku) - były polski piłkarz, występujący na pozycji obrońcy. Rozegrał w barwach Rakowa Częstochowa 19 spotkań w I lidze polskiej.